# Chemin de Lafilaire
Le chemin de Lafilaire est une voie de Toulouse, chef-lieu de la région Occitanie, dans le Midi de la France.

## Situation et accès

### Description
Le chemin de Lafilaire est une voie publique. Il se trouve au cœur du quartier de la Côte-Pavée.
Entre la rue de Limayrac et la rue de la Camargue, la chaussée compte une seule voie de circulation automobile à double-sens, qui passe ensuite en sens unique, du boulevard Deltour vers la rue de la Camargue dans sa première partie, et du boulevard Deltour vers l'avenue Raymond-Naves dans sa deuxième partie. Elle appartient sur toute sa longueur comme une zone 30 et la vitesse y est limitée à 30 km/h. Il n'existe une bande cyclable que sur une portion limitée, entre le boulevard Deltour et l'avenue Raymond-Naves, pour les cyclistes circulant en contre-sens des automobiles.

### Voies rencontrées
Le chemin de Lafilaire rencontre les voies suivantes, dans l'ordre des numéros croissants (« g » indique que la rue se situe à gauche, « d » à droite) :
1. Rue Paul-Bonamy (g)
2. Rue de Limayrac (d)
3. Rue du Soleil-Levant (g)
4. Rue du Sergent-Vigné (g)
5. Rue Gauthier (d)
6. Rue Gilbert-Getten (d)
7. Rue de Gavarnie (g)
8. Rue Saint-Paër (d)
9. Rue du Lac-d'Oô (g)
10. Rue Affre (g)
11. Rue de la Camargue (d)
12. Boulevard Deltour
13. Rue Saint-Expédit (g)
14. Rue Charles-de-Foucauld (g)
15. Avenue Raymond-Naves

## Odonymie
Le chemin est connu, au XVIIe siècle, comme le chemin des Pontils-à-la-Croix-de-la-Mounédière. Au XIXe siècle, comme il conduisait au domaine agricole de Filaire ou Lafilaire, il en prit le nom à partir du XIXe siècle. Le château de Lafilaire, construit à la fin du XVIIIe siècle, se trouve au sommet de la colline du Calvinet, face à la vallée de l'Hers (actuel no 167 rue de Limayrac et no 9 chemin de Limayrac).

## Histoire

### Moyen Âge et période moderne
Il existe, au XVIIe siècle, un simple chemin rural de la colline du Calvinet en traversant les champs et les prés. Il permet de relier le chemin de Roudou (actuelle rue de Limayrac) et le chemin haut de Montaudran (actuelle avenue Jean-Rieux) au grand chemin de Lasbordes (actuelle avenue Raymond-Naves), à hauteur de la Croix d'En Cossac, une croix de carrefour élevée au XVe siècle, peut-être par une famille toulousaine importante, propriétaire de terrains dans une rue du quartier des Clottes (actuelle rue Renée-Aspe).

## Patrimoine et lieux d'intérêt

### Maisons
- no 3 : maison[4].
- no 4 : maison (deuxième quart du XXe siècle)[5].
- no 8 : maison (deuxième quart du XXe siècle)[6].
- no 17 : maison (deuxième quart du XXe siècle)[7].
- no 75 : maison toulousaine (deuxième moitié du XIXe siècle)[8].

### Temple protestant de la Côte-Pavée
Le temple de l'Église réformée de la Côte-Pavée est implanté sur une parcelle face au carrefour de la rue du Lac-d'Oô et de la rue Affre. Il est construit vers 1955.

### Stade Sergent-Vigné
Le stade Sergent-Vigné occupe un vaste quadrilatère de 10 000 m². Il est accessible seulement par la rue de Lille. Il devrait bénéficier d'une végétalisation.